# عبد الباسط محمد سيد
عبد الباسط محمد سيد، طبيب، مؤلف ومخترع مصري ولد عام 1943 في مصر. حصل على البكالوريوس في الطب من جامعة القاهرة عام 1969. سجل ثماني براءات اختراع عالمية، وصدر له عدة كتب، منها «التداوي بالأعشاب والطب النبوي». توفي عام 2020.

## السيرة الذاتية
ولد عبد الباسط السيد عام 1943 في مصر، ونشأ لأسرة متوسطة وكان والده من حملة القرآن الكريم، وله 3 أشقاء من الذكور وشقيقة واحدة وهو الثالث في الترتيب بين أشقائه. تخرج من كلية العلوم جامعة أسيوط عام 1964، ثم حصل على البكالوريوس في الطب من جامعة القاهرة عام 1969، ثم على الماجستير في التمثيل الغذائي من جامعة القاهرة عام 1971، وحصل بعد ذلك على الدكتوراه في مجال الفيزياء الحيوية الطبية من جامعة ستوكهولم في السويد عام 1978. أشرف على أكثر من 180 رسالة ماجيستير ودكتوراه، وصدر له 216 بحثاً نشرت في المجلات الدورية المحلية والعالمية. وله ثمان براءات اختراع عالمية، أهمها اكتشاف قطرة عين مأخوذة من إشارات قرآنية لشفاء المياه البيضاء، وسجلها في الولايات المتحدة الأميركية وأوروبا، كما سجل براءة اختراع أخرى لعلاج التهاب الكبد الوبائي C وB، أيضاً في أوروبا والولايات المتحدة الأميركية، وصدر له عدة كتب، منها «التداوي بالأعشاب والطب النبوي» و«لطائف من الإعجاز العلمي في السنة النبوية»، و«الإعجاز العلمي في أحاديث الطب التشريحي للرسول صلى الله عليه وسلم».

## أعمال الكاتب[3][4]
- 90 عشبة شافية في بيت العطار، غراس للنشر والتوزيع، 2008.[5]
- الطاقة الروحية، غراس للنشر والتوزيع، 2006.
- الطب الأخضر، شركة الفا، 2005.
- التغذية النبوية: الغذاء بين الداء والدواء، ألفا للنشر والإنتاج الفني، 2008.
- آفاق الروح: الصحة-المرض-الحياة-الموت، ألفا للنشر والتوزيع، 2005.
- الطب النبوي..رؤية علمية للعلاج بالأعشاب والنباتات الطبية والحجامة، ألفا للنشر والتوزيع.[6]
- موسوعة تربية الطفل، ألفا للنشر والتوزيع.[7]
- السرطان.[8]
- جودة الغذاء، غراس للنشر والتوزيع، 2006.
- الاستشفاء بالفيتامينات والمعادن، ألفا للنشر والتوزيع، 2007.
- عسل النحل.. أنواعه.. فوائده.[9]
- تغذية الأطفال، الناشر الدولي، 2010.
- الموسوعة الأم للعلاج بالنباتات والأعشاب الطبية، ألفا للنشر والتوزيع، 2010.[10]
- سؤال وجواب في طب الأعشاب750 ..كل ما يهم الأسرة في العلاج بالأعشاب، ألفا للنشر والتوزيع، 2009.
- للرجال فقط، ألفا للنشر والتوزيع، 2006.
- أجندة مريض السكر، دار الاجتهاد، 2012.
- المنهج النبوى لتربية الطفل السليم.[11]
- الريجيم الصحي والحمية النبوية، ماس للنشر والتوزيع، 2010.
- موسوعة تربية الطفل-الجزء الثاني.[12]

## وفاته
توفي في عام 1 سبتمبر 2020.